# Finsterdorf (Gemeinde Gurk)
Finsterdorf ist eine Ortschaft in der Gemeinde Gurk im Bezirk Sankt Veit an der Glan in Kärnten (Österreich). Die Ortschaft hat 9 Einwohner (Stand 1. Jänner 2024). 

## Lage
Die Ortschaft liegt in den Wimitzer Bergen, sonnseitig oberhalb des Wimitzgrabens, südlich unterhalb des Pfarrorts Pisweg. Sie liegt auf dem Gebiet der Katastralgemeinde Pisweg.
Zur Ortschaft gehören die Höfe Gregorbauer/Vostlhube/Gregorhube (Nr. 2; auf knapp 900 m Höhe; etwa ½ km südlich der Pfarrkirche Pisweg) und Pirker (Nr. 6, auf etwa 840 m Höhe; gut 1 km südwestlich von Pisweg, oberhalb des Gösegrabens) sowie eine Keusche (Nr. 8, auf etwa 800 m Höhe, etwa 1 ½ km südlich von Pisweg, oberhalb des Wimitzgrabens). Die Selchkeusche (Nr. 9) ist im Verfall begriffen. Auch die Hausnummern 1 (nordöstlich vom Gregorbauer) und 7 (im Gösegraben südwestlich unterhalb des Pirkerhofs) werden noch geführt, doch sind die betreffenden Häuser längst abgekommen.

## Geschichte
1288 wird Vinsterndorf urkundlich erwähnt.
Auf dem Gebiet der Steuergemeinde Pisweg gelegen, kam Finsterdorf bei Gründung der Ortsgemeinden Mitte des 19. Jahrhunderts an die Gemeinde Pisweg.
Am 25. Juni 1912 wurde Leopold Leitgeb, Besitzer des Pirkerhofs in Finsterdorf, zum Bürgermeister der Gemeinde Pisweg gewählt und bei der Wahl im April 1913 bestätigt. Noch vor Jahresende 1913 legte Leitgeb das Amt aus gesundheitlichen Gründen zurück.
Seit Auflösung der Gemeinde Pisweg im Zuge der Gemeindestrukturreform 1972/73 gehört Finsterdorf zur Gemeinde Gurk.

## Bevölkerungsentwicklung
Für die Ortschaft ermittelte man folgende Einwohnerzahlen:
- 1869: 12 Häuser, 69 Einwohner[6]
- 1880: 9 Häuser, 57 Einwohner[7]
- 1890: 8 Häuser, 47 Einwohner[8]
- 1900: 6 Häuser, 39 Einwohner[9]
- 1910: 7 Häuser, 49 Einwohner[10]
- 1923: 7 Häuser, 48 Einwohner[11]
- 1934: 49 Einwohner[12]
- 1961: 4 Häuser, 32 Einwohner[13]
- 2001: 6 Gebäude (davon 2 mit Hauptwohnsitz) mit 6 Wohnungen; 4 Einwohner und 2 Nebenwohnsitzfälle; 2 Haushalte; 0 Arbeitsstätten, 2 land- und forstwirtschaftliche Betriebe[14]
- 2011: 6 Gebäude, 6 Einwohner, 2 Haushalte, 1 Arbeitsstätte[15]
- 2021: 6 Gebäude, 9 Einwohner, 3 Haushalte, 2 Arbeitsstätten[16]

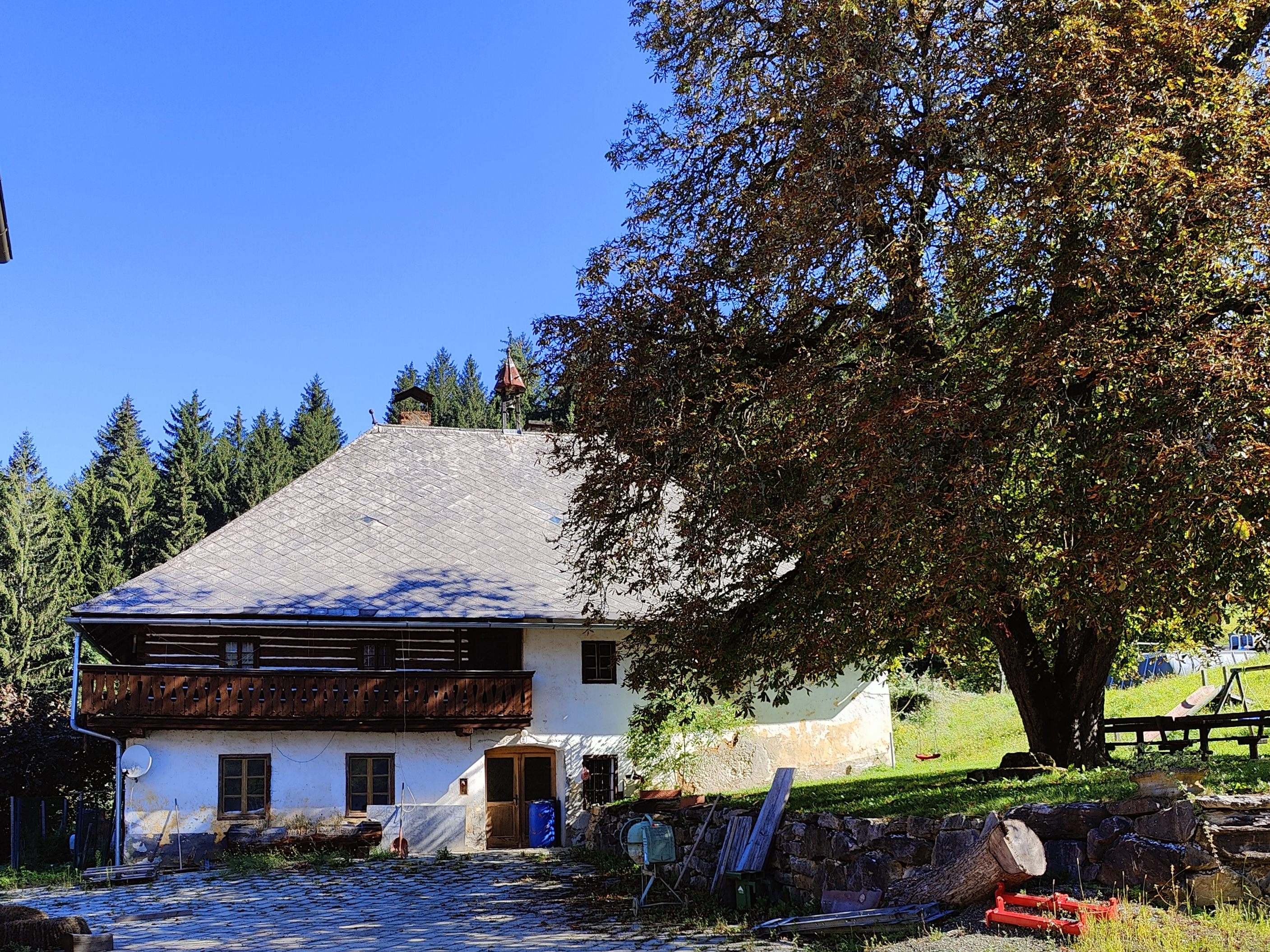
Hof Pirker (Nr. 6)
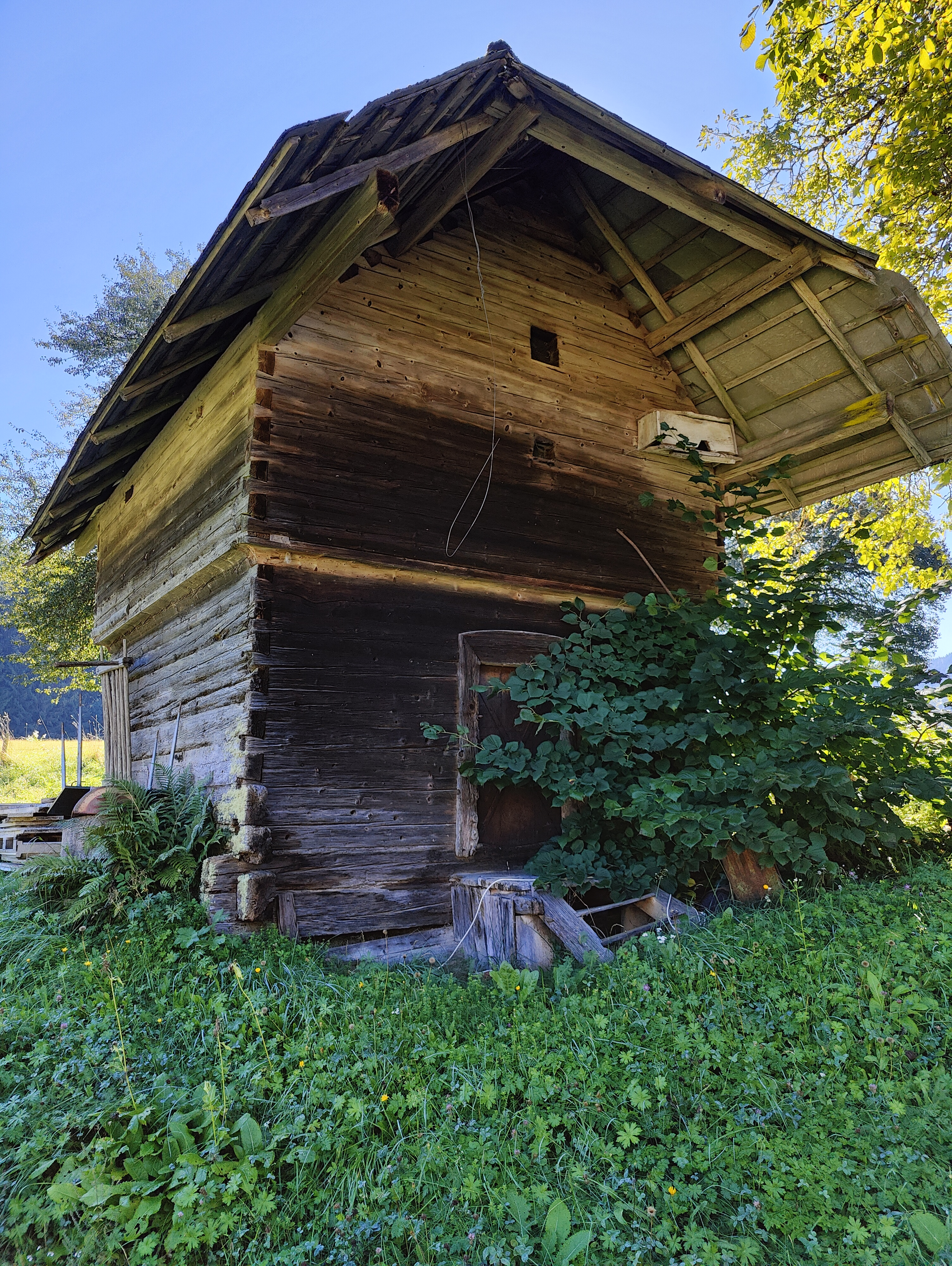
Getreidekasten bei Pirker
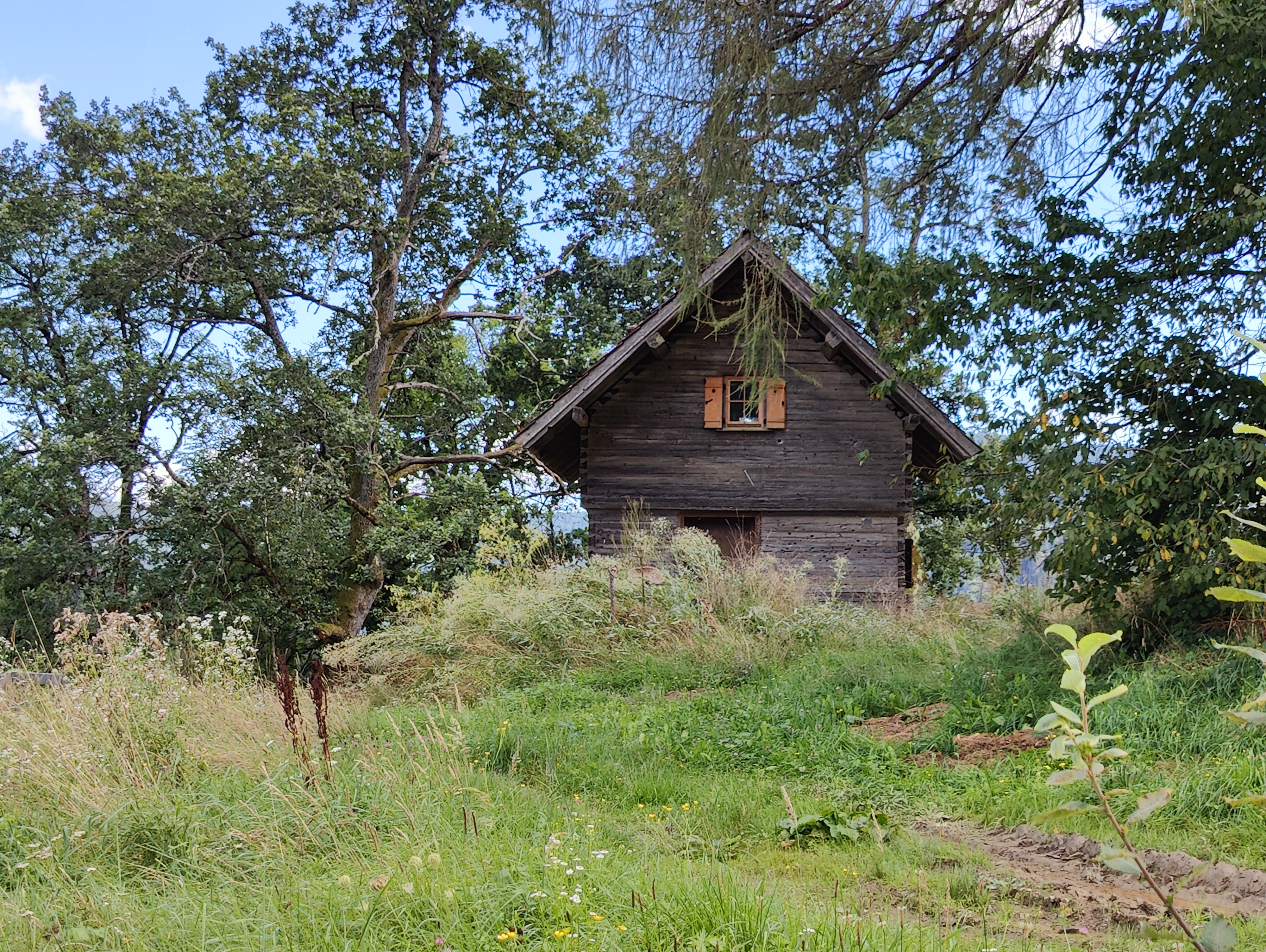
Ehemaliger Getreidekasten bei Gregor
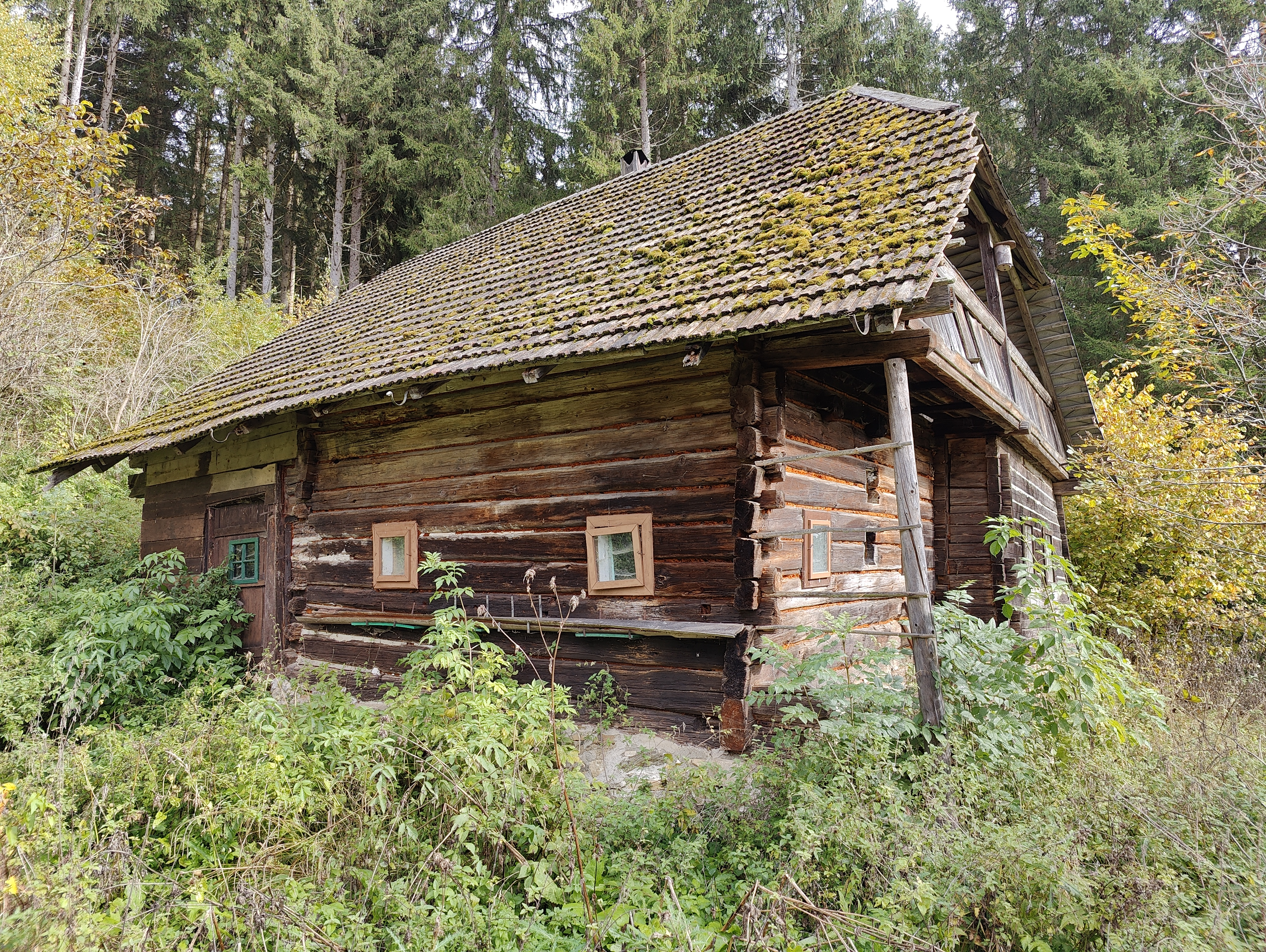
Selchkeusche (Nr. 9)
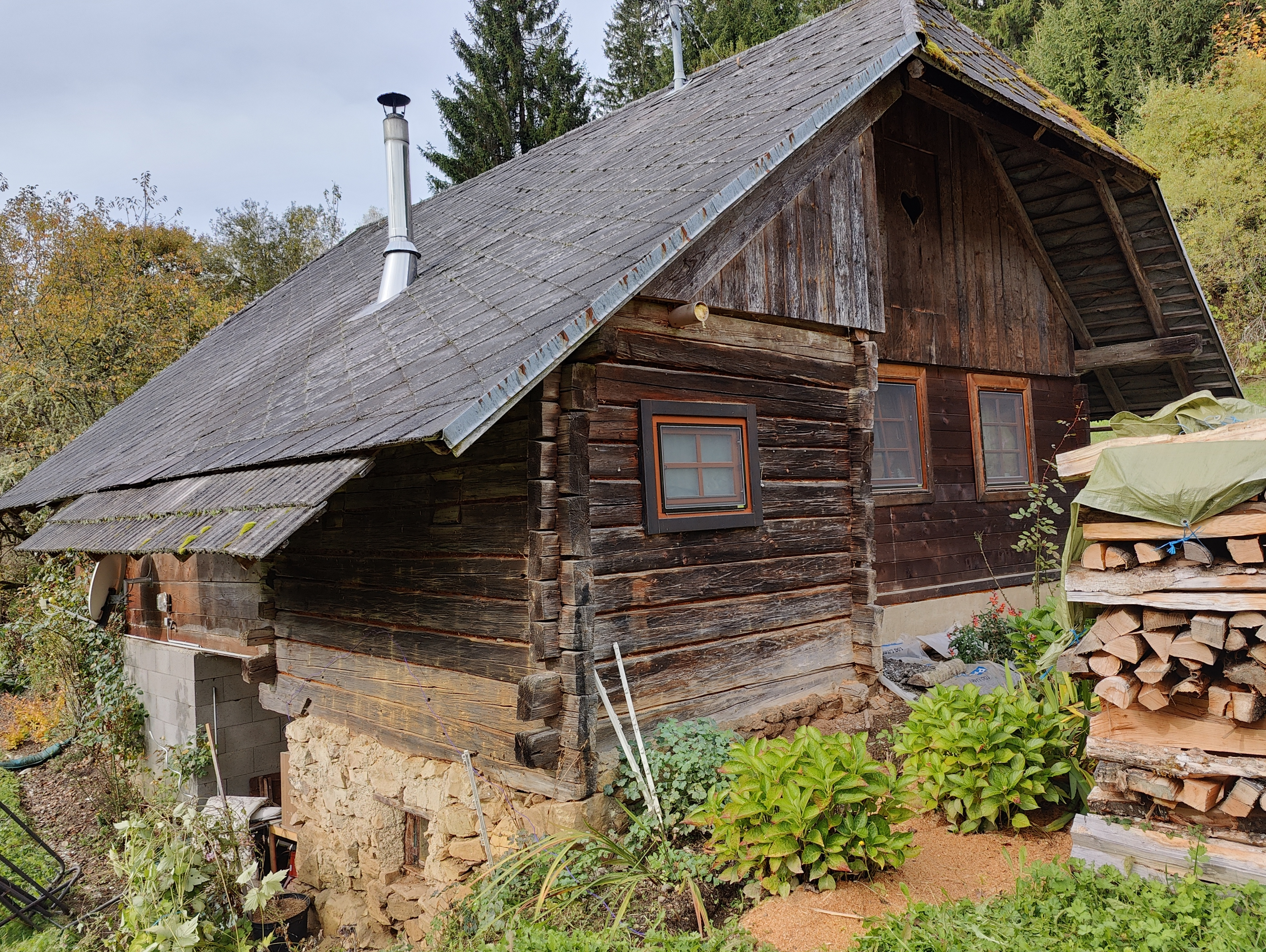
Finsterdorf Nr. 8